# Căiata, Vrancea
Căiata este un sat în comuna Sihlea din județul Vrancea, Muntenia, România.
In perimetrul localitatii s-au gasit urme de locuire din eneolitic (ultima faza a neoliticului), in punctul "Movila Mica" precum si o asezare fortificata datand din Hallstatt in punctul numit "Movila Mare". 
Movila Mare a satului este o un deal artificial din pamant atestat documentar la inceputul secolului XVI, marcata intr-un pasaj istoric din Letopisețul de la Bistrița: „În anul 7015 (1506), octombrie în 28, intrat-au domnul Ioan Bogdan Voievod în țara muntenească cu toate oștile la locul Rătezații, lângă movila Căiata, pe cea parte a Râmnicului; și acolo au venit de la Radul Voievod un sol [...] și au rugat pe domnul Bogdan Voievod cu multă rugăminte să se împace cu Radul Voievod, fiindcă «sunteți creștini și de același neam» (zicea el); și multe vorbe s-au schimbat între dânșii și multă rugăminte s-au făcut [...] iar domnul Bogdan Voievod, văzând atâta rugăminte, făcu pe voia lui și se-mpăcă”
Pictorul Constantin Lecca a ilustrat acest pasaj in pictura "Împăcarea dintre Bogdan cel Orb și Radu cel Mare". In cadrul picturii se pot vedea SubCarpații așa după cum se vad în realitate din zona descrisă, fără a se surprinde insă si Movila, lucru care nu este insă greșit.